# Sebastian Langrock
Sebastian Langrock (* 1977 in Leipzig) ist ein professioneller deutscher Pokerspieler. Er gewann 2013 den Hauptgewinn bei Wer wird Millionär? und 2017 ein Bracelet bei der World Series of Poker.

## Persönliches
Langrock zog 1989 nach München. Nach dem Abitur begann er ein Pädagogikstudium, das er jedoch nicht abschloss. Vor seiner Pokerkarriere arbeitete er in einer Bar. Anfang März 2013 war er Kandidat der von Günther Jauch moderierten Quizshow Wer wird Millionär? In der am 11. März 2013 ausgestrahlten Sendung wurde Langrock zum achten regulären Hauptgewinner und gewann somit eine Million Euro.

## Pokerkarriere
Langrock spielt auf der Onlinepoker-Plattform PokerStars unter dem Nickname seball.
Seine erste Geldplatzierung bei einem Live-Turnier erzielte Langrock Ende April 2012 in Wien. Im Juli 2013 war er erstmals bei der World Series of Poker (WSOP) im Rio All-Suite Hotel and Casino am Las Vegas Strip erfolgreich und kam bei einem Turnier der Variante No Limit Hold’em ins Geld. Mitte Dezember 2013 erreichte er beim Main Event der European Poker Tour in Prag die Geldränge und erhielt für seinen 138. Platz 8600 Euro Preisgeld. Anfang Juni 2014 wurde Langrock beim Main Event der German Championship of Poker in Rozvadov Dritter und sicherte sich damit über 30.000 Euro. Beim Main Event der partypoker WPT National belegte er im Dezember 2014 in Prag erneut den dritten Platz für knapp 50.000 Euro. Bei der WSOP 2017 gewann Langrock ein Mix-Event der Varianten No Limit Hold’em und Pot Limit Omaha. Dabei setzte er sich gegen 1057 andere Spieler durch und erhielt ein Bracelet sowie sein bisher größtes Preisgeld von knapp 270.000 US-Dollar.
Insgesamt hat sich Langrock mit Poker bei Live-Turnieren mehr als 850.000 US-Dollar erspielt.